# Dicranotropis nigropunctata
Dicranotropis nigropunctata är en insektsart som först beskrevs av De Motschulsky 1863.  Dicranotropis nigropunctata ingår i släktet Dicranotropis och familjen sporrstritar. Inga underarter finns listade i Catalogue of Life.